# Кумарагупта III
Кумарагупта III — правитель імперії Гуптів.

## Життєпис
Успадкував владу від свого батька, Нарасімагупти близько 530 року. 1889 року було знайдено його печатку зі срібла та міді, на якій було викарбувано імена батька правителя та його діда Пуругупти.
За його правління почався занепад імперії, викликаний невдалою війною з гандхарським володарем Праварасеною Престол після нього успадкував його син Вішнугупта I.